# Kraftwerke Mainz-Wiesbaden
Le Kraftwerke Mainz-Wiesbaden ou Usine d’électricité de Mayence-Wiesbaden ou KMW est chargée de la distribution d’énergie électrique sur l’agglomération mayençaise.

## Son identité
Le KMW est un établissement public à caractère industriel et commercial qui a gardé sa situation de régie municipale. L'Usine d'électricité de Mayence-Wiesbaden possède ainsi son autonomie financière. Le résultat des comptes est repris dans ceux de la ville de Mayence, et le budget, voté par le Conseil d’Administration de la Régie, est approuvé par le Maire et annexé au budget municipal.
À ses activités, le KMW a ajouté le chauffage urbain, ce qui lui permet d'obtenir un rendement énergétique très intéressant de 80 % grâce à la cogénération. La production électrique est assurée par une centrale thermique de « cogénération chaleur-électricité ». L'électricité est transportée et distribuée à Mayence par un réseau de lignes aériennes ou souterraines.

## Histoire
L'Usine d'électricité de Mayence-Wiesbaden origine en 1931 de la fusion des centrales à Wiesbaden et Mayence. Dans les années 1958, 1963 et 1966 étaient dans une centrale électrique a trois unités alimentées au houille d'une capacité de 100 MW. En 1977, les deux sont allés à la centrale avec une combinaison de blocs turbine à vapeur et une turbine à gaz en amont (bloc combiné) réseau. « Centrale 2 » est actuellement une “réserve de froid” en août 2011 et a été expulsé par l'Agence fédérale des réseaux comme une composante essentielle (sur un total de 350 MW 1009 MW dans le sud de l'Allemagne) de la capacité de réserve pour une sortie progressive du nucléaire après le moratoire. Cela est déjà sur la fourniture d'une centrale nucléaire fermée sera levée comme une réserve. 2000, les trois blocs au houille ont été fermées en une unité de puissance. En 2001, sur l'Ingelheimer Aue  de 400 MW à cycle combiné. Friedrich Ernst von Garnier a conçu les façades de l'édifice centrale.

### Évolution du réseau
KMW est la planification sur l'Ingelheimer Aue une centrale au houille d'une capacité de 820 MW et une efficacité de 46 pour cent. L'utilisation combinée de chaleur et de puissance, jusqu'à 300 mégawatts de chauffage supplémentaire sont découplées de la centrale au charbon.